# Sayyid Alà-ad-Din Àlam-Xah
Sayyid Alà-ad-Din Àlam-Xah fou el quart i darrer sultà de Delhi de la dinastia dels Sayyids. Va governar formalment de vers el 1445 a 1451 però des de 1448 ja no tenia cap poder excepte el govern local a Badaun.
El 1447 Bahlul Lodi va atacar Delhi per agafar el poder, sense èxit. El 1448 el sulta va decidir executar al seu wazir Hamid Khan que assabentat, va fugir a Badaun però poc després es va apoderar del palau de Delhi (1448), mentre el sultà fugia a Badaun. Mahmud Shah Sharki de Jaunpur va reclamar el tron de Delhi al·legant que el sultà Sayyid Alà-ad-Din Àlam-Xah era el germà de la seva dona. Hamid Khan es va veure en posició dèbil a causa de les maniobres del sultà i de l'hostilitat de part de la noblesa de Delhi, i va cridar a Bahlul Lodi de Sirhind, Lahore, Dipalpur i en general del Panjab. Bahlul va anar a Delhi, però hàbilment va refusar assolir el govern perquè es va adonar que les circumstàncies no eren favorables.
Dos anys després va ordenar al seu cosí i cunyat Kutb Khan Lodi l'arrest d'Hamid Khan, del que no es fiava, i va proposar restaurar al tron amb poder efectiu a Sayyid Alà-ad-Din Àlam-Xah, però aquest va abdicar a favor de Bahlul preferint viure una vida fàcil allunyat del poder a Badaun. Així Bahlul va pujar al tron de Delhi el 19 d'abril de 1451 amb el títol de Abu l-Muzaffar Bahlul Shah inaugurant la dinastia Lodi. Kutb Khan Lodi per orde de Bahlul va enverinar a Hamid Khan poc després.
Sayyid Alà-ad-Din Àlam-Xah va restar a Badaun on va governar fins a la seva mort el juliol del 1478. Llavors aquest domini fou annexionat pel sultà Husayn Shah Sharki de Jaunpur.